# Lincoln-Fort Rice, Bắc Dakota
Lincoln-Fort Rice là một lãnh thổ chưa tổ chức thuộc quận Burleigh, tiểu bang Bắc Dakota, Hoa Kỳ. Năm 2010, dân số của nơi này là 3.850 người.